# Magix
Magix is een Duitse softwareonderneming met hoofdkantoor in Berlijn. De onderneming werd in de eerste helft van jaren negentig opgericht en ontwikkelt en produceert foto-, muziek- en videosoftware voor de zakelijke en consumentenmarkt. Naast een hoofdkantoor in Berlijn en een distributiecentrum in Dresden heeft Magix vestigingen in de Verenigde Staten, Canada, Groot-Brittannië, Nederland, Frankrijk, Italië en Taiwan.

## Geschiedenis
Magix werd in 1993 in München onder de naam Magix Technology GmbH opgericht door drie Duitse ondernemers en begon met het ontwikkelen van muzieksoftware. Eén jaar later bracht het bedrijf voor het eerst het muziekbewerkingsprogramma Magix Music Maker uit. In 1996 bracht het bedrijf ook foto- en videobewerkingssoftware uit en vanaf hetzelfde jaar opende Magix vestigingen in andere Europese landen en in de Verenigde Staten.
In 1998 werd het hoofdkantoor van München naar Berlijn verplaatst. Drie jaar later werd de rechtsvorm gewijzigd in een naamloze vennootschap onder de naam Magix AG. In 2004 begon het softwarebedrijf met online foto-, video- en muziekdiensten. In hetzelfde jaar tekende Magix samenwerkingsovereenkomsten met Motorola en Fujitsu-Siemens. In 2006 kreeg Magix een notering aan de beurs van Frankfurt. In hetzelfde jaar nam Magix het online muziekdatabase freedb over. In 2007 volgde de overname van het Britse Xara Group. Zeven jaar later ging het softwarebedrijf van de beurs.

## Producten
| Foto & Illustratie       |
| Foto Manager Deluxe      |
| Fotostory                |
| Photo & Graphik Designer |
| Foto Premium             |
| 3D Maker                 |

| Video                    |
| Video deluxe             |
| Fastcut                  |
| Video easy               |
| Red uw video´s           |
| Video Sound Cleaning Lab |
| Vegas Pro                |

| Muziek                    |
| Music Maker               |
| Samplitude Music Studio   |
| MP3 deluxe                |
| Red uw LP's!              |
| Audio Cleaning Lab        |
| Audio & Music Lab Premium |
| Digital DJ                |

| Professionele software |
| Video Pro X            |
| Xara Xtreme Pro        |
| Samplitude             |
| Sequoia                |

| Freeware      |
| Foto Designer |
| Foto Manager  |